# Galeria Kombëtare e Arteve

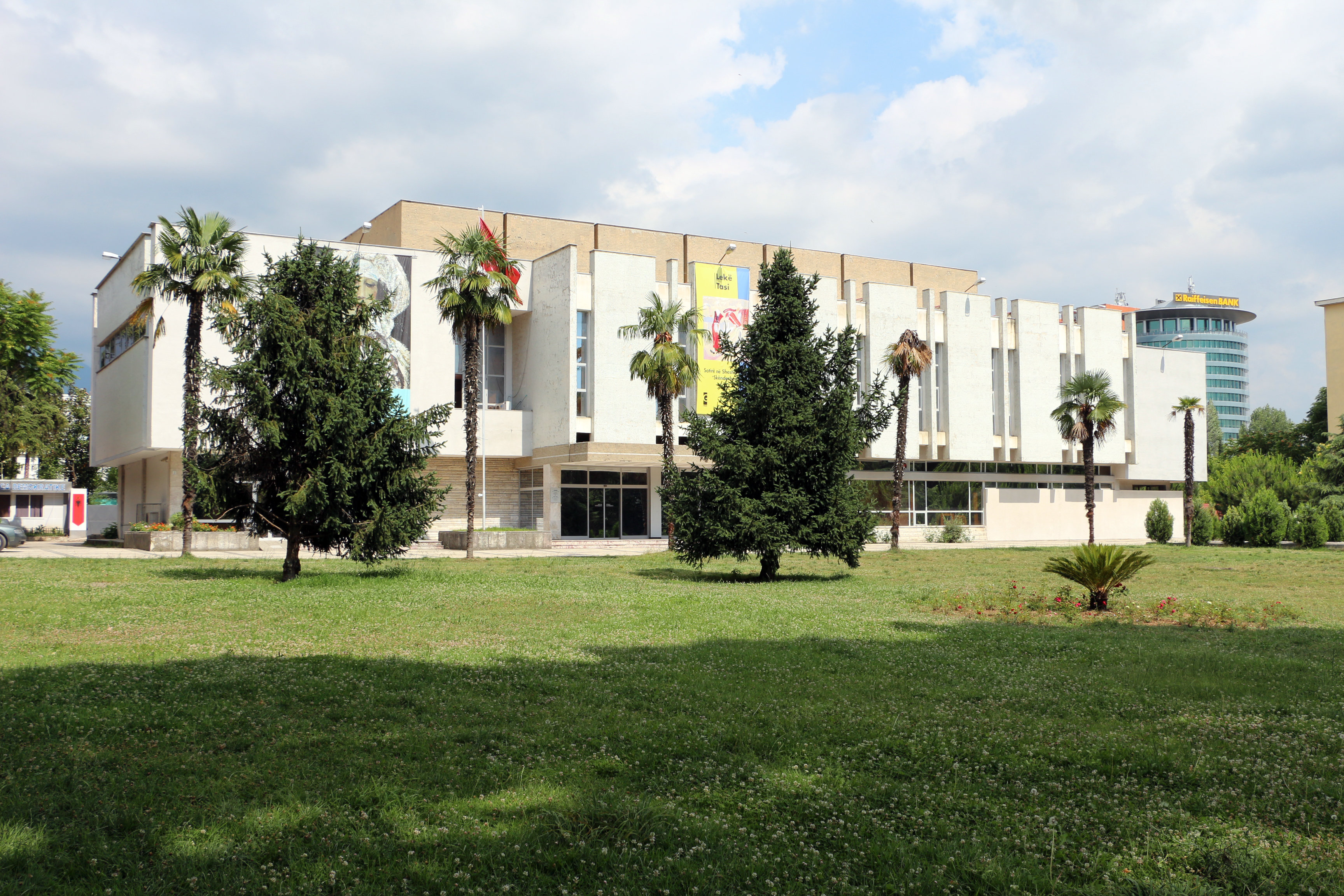
Das Gebäude am Boulevard Dëshmorët e Kombit

Die Galeria Kombëtare e Arteve (deutsch Nationale Kunstgalerie; kurz Galeria e Arteve) in der albanischen Hauptstadt Tirana ist eine staatliche Kunstgalerie, die dem Ministerium für Tourismus, Kultur, Jugend und Sport untersteht. Es ist das größte Kunstmuseum des Landes.
Das Kunstmuseum beherbergt etwa 4100 Kunstwerke von albanischen und internationalen Künstlern seit dem 13. Jahrhundert. Im großen Saal im Erdgeschoss werden Wechselausstellungen gezeigt.

## Geschichte
1946 gründeten albanische Künstler die erste Institution im Land, die sich der Bildenden Kunst widmete, das Komitee der Künste (albanisch Komiteti i Arteve). Nach vorheriger Komitee-Arbeit wurde schließlich am 11. Januar 1954 die erste Kunstgalerie des Landes namens Pinakoteka in Tirana offiziell für die Öffentlichkeit eröffnet. Zwei Jahre später wurde die Kunstgalerie an einen nahegelegenen Ort in der Fortuzi-Straße verlegt.
Am 29. November 1974 wurde der Neubau der Galerie der figurativen Künsten (albanisch Galeria e Arteve Figurative) in der Stadtmitte am Bulevardi Dëshmorët e Kombit eröffnet, der erheblich mehr Ausstellungsfläche besitzt. Bis zur Eröffnung der neuen Kunstgalerie besaß die Institution rund 340 Kunstwerke.
Am 10. August 1992 änderte der albanische Ministerrat den Namen der Institution von Galeria e Arteve in Galeria Kombëtare e Arteve.
Im Jahr 2009 wurde das Hauptgebäude umfänglich renoviert.

## Kunstsammlung

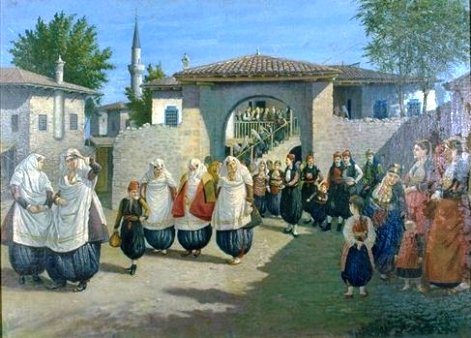
Dasma Shkodrane. Ölgemälde von Kolë Idromeno, 1924; ausgestellt im Saal 1

- Saal 1, Anfänge der Malerei in den albanischen Städten (1883–1930): berühmte Künstler dieser Zeit sind Kolë Idromeno, Pjetër Marubi, Simon Rrota, Zef Kolombi, Vangjel Zengo und Spiro Xega, romantische Einflüsse.
- Saal 2, Realistische Malerei und die Zeichnungsschule (1930–1950), Künstler wie Sadik Kaceli, Abdurrahim Buza und Gani Strazimiri waren die ersten, die an der 1931 gegründeten Zeichnungsschule in Tirana studierten; Werke anderer Künstler wie Odhise Paskali, Andrea Kushi, Vangjush Mio, Janaq Paço, Foto Stamo und die Zengo-Schwestern sind auch in der Galerie anzutreffen.
- Saal 3, Akademische Malerei und historisch-politische Gemälde (1950–1986), wichtige Maler und Künstler dieser Epoche sind Nexhmedin Zajmi, Sadik Kaceli, Abdullah Cangonji, Sali Shijaku, Fatmir Haxhiu und Vilson Kilica.
- Saal 4, Sozialistischer Realismus und Aufbau des neuen Menschen (1960–1986): Propaganda des sozialistischen Regimes mit sowjetischem Einfluss, nennenswerte Künstler dieser Zeit sind Kristaq Rama, Montez Dhrami, Zef Shoshi, Pandi Mele, Myrteza Fushëkati, Petro Kokushta und Çlirim Ceka.
- Saal 5, Formalistische Malerei des realistischen Sozialismus (1969–1974): wichtige Sammlung der Kunstgalerie, formalistische Einflüsse, berühmte Künstler sind Edison Gjergo, Alush Shima, Isuf Sulovari, Eduard Hila und Bajram Mata.
- Saal 6, Moderne Malereien und Skulpturen (1989–2001): der letzte Saal widmet sich der modernen Malerei der 1990er Jahre von albanischen Künstlern wie Perikli Culi, Ali Oseku, Gazmend Leka, Lumturi Blloshmi, Najada Hamza und Orion Shima.

## Bibliothek
In der Kunstgalerie befindet sich auch die museumseigene Bibliothek der Nationalgalerie (albanisch Biblioteka e Galerisë Kombëtare), die mit Hilfe von internationalen Institutionen und Organisationen im Jahr 1999 eröffnet worden ist. Der aktuelle Bestand beträgt rund 2200 Bücher, Kataloge, Zeitschriften und Videokassetten aus der Kunstgeschichte und Kunsttheorie.

## Weblinks

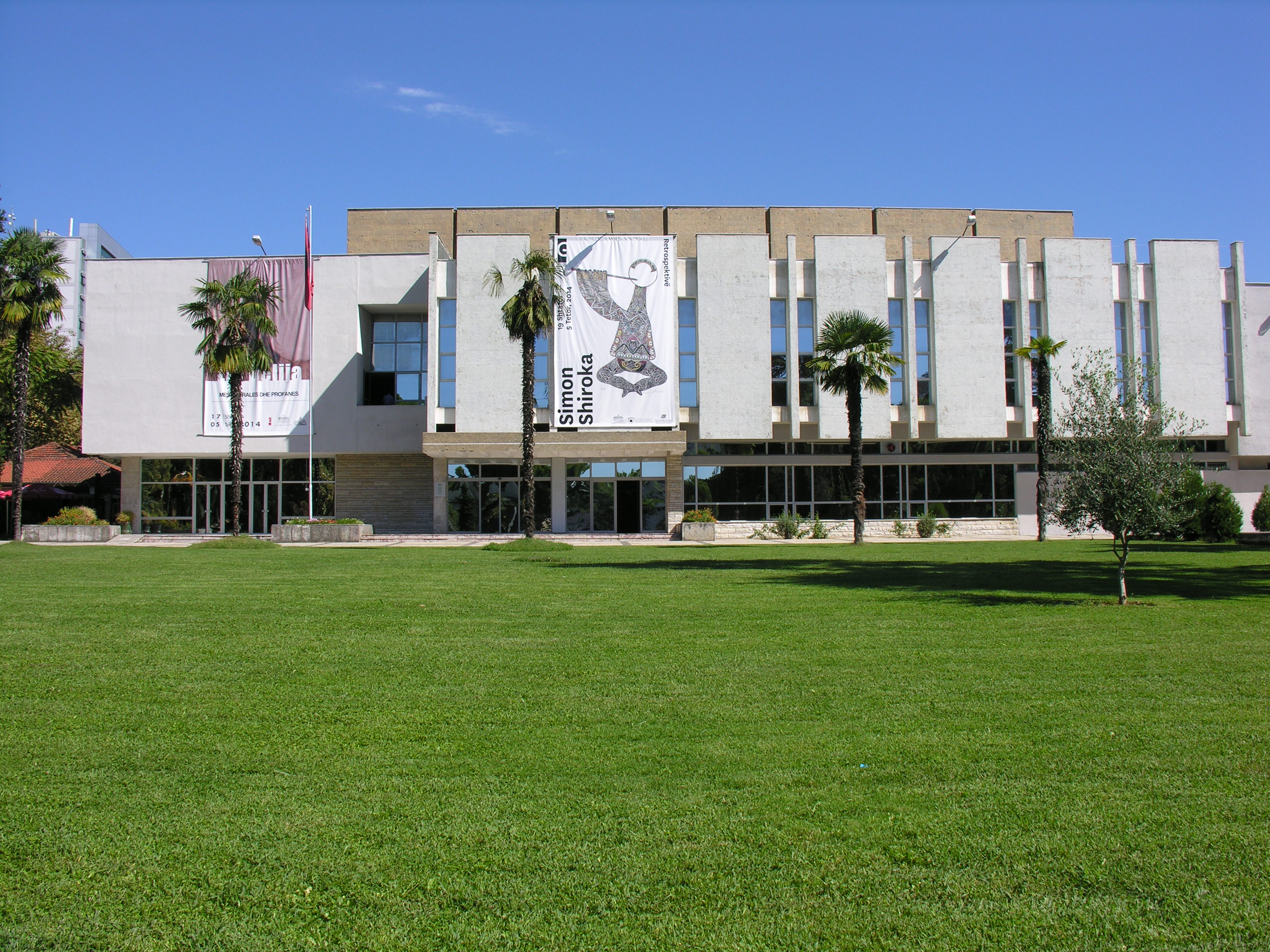
Fassade des Museums